# Кёнигзегвальд
Кёнигсеггвальд или Кёнигзегвальд (нем. Königseggwald) — коммуна в Германии, в земле Баден-Вюртемберг. 
Подчиняется административному округу Тюбинген. Входит в состав района Равенсбург. Подчиняется управлению Альтсхаузен.  Население составляет 670 человек (на 31 декабря 2010 года). Занимает площадь 6,85 км².
С 1311 года посёлок принадлежал роду Кёнигсеггов, чьи потомки по-прежнему населяют выстроенный ими тут замок.